# Крылов, Александр Григорьевич
Алекса́ндр Григо́рьевич Крыло́в (8 октября 1928, Оренбург, Средне-Волжская область, СССР — ?) — настройщик автоматов Ленинградского электромеханического завода «ЛЭМЗ» министерства приборостроения, средств автоматизации и систем управления СССР, Герой Социалистического Труда (1971).

## Биография
Родился 8 октября 1928 года в городе Оренбург, Средне-Волжская область (ныне Оренбургская область) в семье рабочего.
В начале 1944 года поступил на токарное отделение ремесленного училища металлистов, затем в том же году переехал в Ленинград, поступил в танкоремонтные мастерские токарем. В 1950 году призван в армию, после демобилизации трудоустроился на Ленинградский электромеханический завод («ЛЭМЗ»), с которым связал карьеру. Освоил несколько смежных профессий (фрезеровщик, расточник, сверловщик) на различных станках. Создавал уникальные изделия, выполнял план смены на 200—250 процентов. За отличную работу в семилетке (1959—1965) награждён орденом Трудового Красного Знамени.
Инициатор социалистического соревнования за экономию и бережливость, а также шефства над трудными подростками-слесарями. Предложил внедрить работу по коэффициенту трудового участия.
Указом Президиума Верховного Совета СССР от 20 апреля 1971 года «за выдающиеся успехи, достигнутые при выполнении заданий пятилетнего плана по развитию приборостроения и высокие производственные показатели» удостоен звания Героя Социалистического Труда с вручением ордена Ленина и золотой медали «Серп и Молот».
В 2004 году вышел на пенсию, жил в Санкт-Петербурге.
Награждён орденами Ленина (20.04.1971), Трудового Красного Знамени (02.07.1966), медалями.